# ABP Group
Ananda Bazar Patrika (ABP) Group es un grupo de medios de la India con sede en Kolkata, Bengala Occidental. Ananda Publishers es una división de ABP Group.  Este grupo de medios publica una variedad de periódicos, revistas y dirige canales de noticias y canales de televisión de entretenimiento. Fue establecido en 1922 por Prafulla Kumar Sarkar.

## Alcance del trabajo

### Periódicos
- Anandabazar Patrika - Diario en bengalí.[2]
- Ebela: portal de noticias en línea en bengalí.
- The Telegraph: periódico diario en inglés.

### Magazines
- Anandamela
- Unish-Kuri
- Sananda
- Anandalok
- The Telegraph in Schools (TTIS)
- Desh
- Boier Desh
- Fortune India

### Canales de noticias
- ABP News
- ABP Ananda
- ABP Majha
- ABP Asmita
- ABP Sanjha
- ABP Ganga
- ABP Live[3]
- ABP Nadu[4]
- ABP Desam

### Canal de entretenimiento
- Sananda TV